# Xestocephalus cinctus
Xestocephalus cinctus är en insektsart som beskrevs av Delong 1980. Xestocephalus cinctus ingår i släktet Xestocephalus och familjen dvärgstritar. Inga underarter finns listade i Catalogue of Life.